# Крекінг-установка в Ассалує (Jam)
Крекінг-установка в Ассалує (Jam) — складова частина розташованого у іранській провінції Бушир нафтохімічного майданчику компанії Jam Petrochemical. Відома також як 10-й олефіновий комплекс.
Розробка найбільшого в світі газового родовища Південний Парс (в Катарі відоме як Північне) надала можливість вилучати великі об'єми гомологів метану (зріджені вуглеводневі гази). Це в свою чергу сприяло розвитку в Буширі нафтохімічної промисловості, зокрема, через компанію Jam Petrochemical, що належала Social Security Organization (‎‏25,8 %‏‎), ‎Civil Servants Organization (‎‏23 %‏‎)‎, National Retirement Investment Fund (24,6 %), Edalat Broker (15 %), Sata (9,2 %) та ряду дрібних інвесторів (2,5 %). В 2000—2007 роках вона спорудила та ввела в експлуатацію установку парового крекінгу потужністю 1,3 млн тонн етилену та 305 тисяч тонн пропілену на рік. Крім того, тут отримують такі побічні продукти як піролізний бензин (220 тисяч тонн, зазвичай використовується як високооктановий компонент пального) та фракція С4+ (245 тисяч тонн). Як сировину при цьому використовують етан, бутан та рідкі вуглеводні.
Отриманий етилен спрямовують на виробництво поліетилену високої щільності (300 тисяч тонн), лінійного поліетилену низької щільності (300 тисяч тонн) та 1-бутену (100 тисяч тонн). Останній використовується як кополімер, а продукується шляхом димеризації етилену. Залишок може постачатись споживачам в самому Ассалує (наприклад, Mehr Petrochemical, котра має лінію поліетилену потужністю 300 тисяч тонн), на експорт або до Західного етиленопроводу. Пропілен використовують для полімеризації у поліпропілен (300 тисяч тонн).
Можливо також відзначити, що станом на другу половину 2010-х в Ассалує наявні й інші піролізні виробництва, створені компаніями Morvarid (5-й комплекс), Arya Sasol (9-й комплекс) та Kavian Petrochemical (11-й комплекс). При цьому Jam Petrochemical, яка споживає найважчу сировину, є єдиною серед них, що продукує бутадієн (115 тисяч тонн на рік).